# Собранце
Со́бранце (словац. Sobrance, укр. Собранці) — город в Восточной Словакии на границе с Украиной на территории Восточнословацкой низменности. Население — около 6,2 тыс. человек.

## История
Археологические раскопки указывают, что местность была заселена уже в неолите. В письменных источниках город впервые упоминается в 1344 году под именем Vasaros Tyba. Городские права Собранце получил в 1351 году. В 1878 году в Собранцах жило 527 жителей, главным образом крестьян. Во времёна Первой Чехословацкой Республики и до 1996 года Собранце был районным центром.
Особенностью Собранец является наличие многочисленной грекокатолической (33,6 %) и православной (3,6 %) общин.

## Население
| Год:                | 1994 | 2004    | 2014    | 2024    |
| ------------------- | ---- | ------- | ------- | ------- |
| Количество человек: | 6188 | 6296    | 5981    | 5789    |
| Разница:            |      | +1,74 % | −5,00 % | −3,21 % |

Этнический состав:
- словаки — 95,37 %
- ромы — 0,91 %
- чехи — 0,51 %
- украинцы — 0,37 %
- русины — 0,26 %
- прочие — 2,58 %

## Религии
- римокатолики — 45,93 %
- грекокатолики — 33,59 %
- атеисты — 4,55 %
- православные — 3,56 %
- кальвины — 1,99 %
- лютеране аугсбургского исповедания — 0,99 %

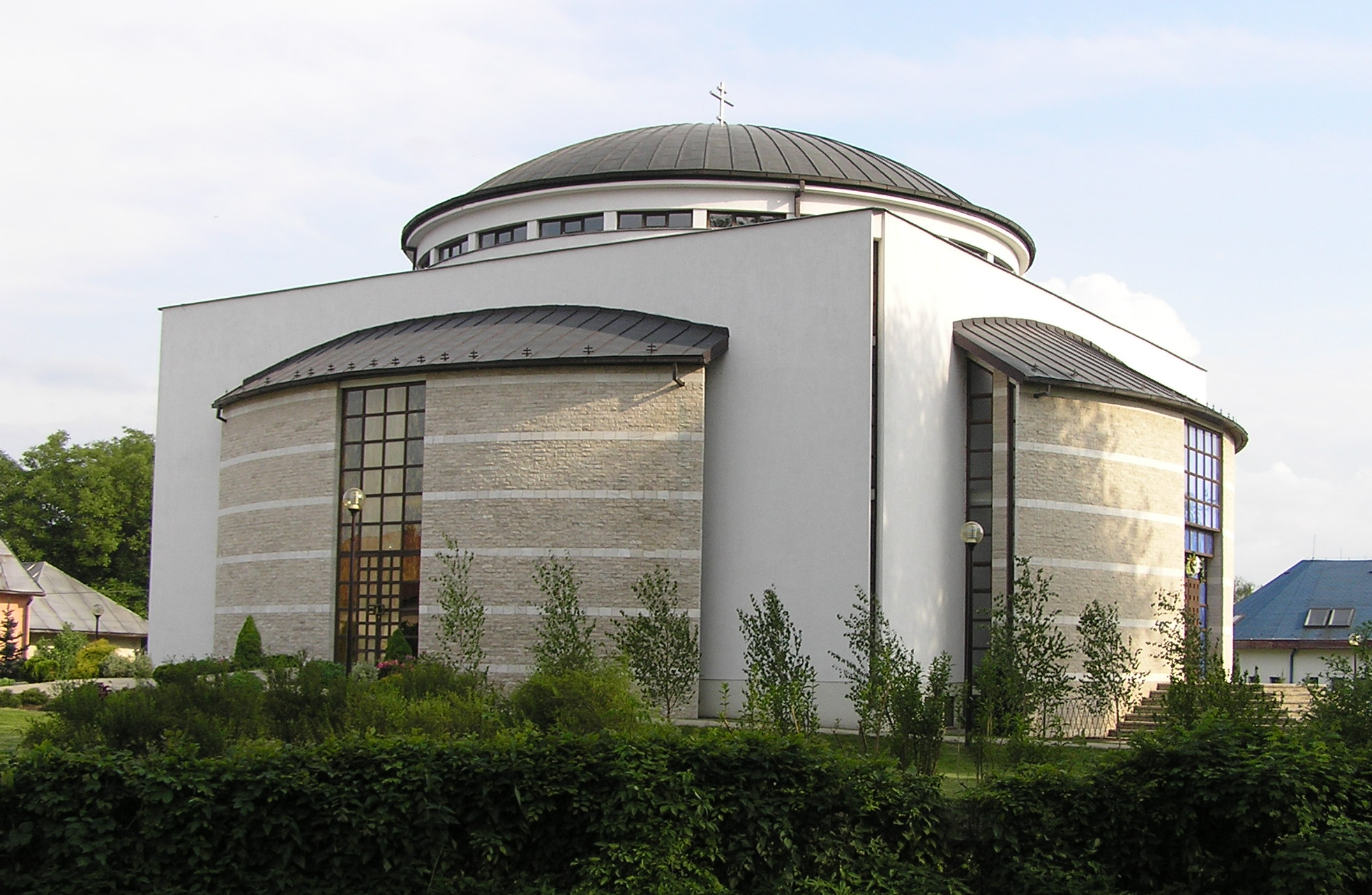
Грекокатолическая Церковь святых Седьмочисленников

- прочие

(в 2011 г.) 

## Достопримечательности
- Приходской костёл (Латинской церкви)
- Грекокатолическая Церковь святых Седмочисленников
- Собранецкие купели (словак.) — минеральные источники
- Музей гитар Яна Ферку, более 22 гитар со всей Европы собранных с 1947 по 1980 год, один из экспонатов — гитара Джорджа Харрисона.

## Города-побратимы
- Любачув (Польша)

## Известные уроженцы
- Учнар, Петер  (р. 1970) — словацкий художник
- Дарк, Эйнджел  (р. 1982) — словацкая порноактриса